# 聖萊烏喬建築群
聖萊烏喬建築群（義大利語：Complesso di San Leucio）是位於義大利坎帕尼亞州卡塞塔郊外聖萊烏喬的一處邸宅群。修建於18世紀後期，由那不勒斯王國的國王建設。這一建築群是為在絲綢工廠工作的勞動者而建設的住宅區，在當時是頗為先進的產業都市。1997年，聖萊烏喬建築群和卡塞塔王宮、萬維泰利水道橋一起成為世界文化遺產。

## 外部連結
- Photos and history of San Leucio